# Csíkverebes
Csíkverebes (románul Vrabia) falu Romániában Hargita megyében. Közigazgatásilag Tusnádhoz tartozik.

## Fekvése
Tusnád központjától 2 km-re északra az Olt bal partján a 
Vermed-patak beömlésénél fekszik.

## Nevének eredete
Egyesek szerint nevét a verebeskőnek nevezett sátorszerű pásztorkalyibáról kapta.
Viszont, van még egy másik hihetőbb elmélet is, ugyanis a "hidegkut" részen (Kelet) vasbányák voltak. A vasat feldolgozták: "verték" vagy másképp mondva "vasVERETŐ" volt a faluban.

## Története
Története során többször is leégett. A falunak 1910-ben 380 magyar lakosa volt. A trianoni békeszerződésig Csík vármegye Kászonalcsíki járásához tartozott. 1992-ben 233 lakosából 232 magyar és 1 román volt.

## Látnivalók
- Római katolikus temploma, a Szent Őrzőangyalok tiszteletére,  a 15. század|15. – 16. század fordulóján épült, a 18. században barokk stílusban átépítették, tornya 1836-ban készült a régi helyett.
- *Csíkverebes borvízforrásai és borvízfürdője: A falu borvizekben rendkívül gazdag, egykor palackozóüzeme is volt a nyugati részen. A "Zsidóé" forrás vizét palackozták. Mivel nagyon szénsavas volt, nem bírta a szállítást, a palackozást abba hagyták.
- A falutól délre elterülő Benes-rétláp védett terület, borvízforrások táplálják.

## Természeti értékek
- Benes-rétláp
- Nyírkert-rétláp
- Varsavész-rétláp
- Kicsi-Csemő-rétláp

## Itt született
- 1799-ben Kovács Ignác római katolikus pap
- 1843-ban Kovács Lajos római katolikus pap
- 1846-ban Kovács Lajos if. római katolikus pap
- 1861-ben Kovács Mihály római katolikus pap
- 1873-ban György Illés római katolikus pap
- 1885-ben Kovács Balázs római katolikus pap
- 1893-ban Sándor Imre római katolikus pap, gyulafehérvári nagyprépost, püspöki helynök, a római katolikus egyház mártírja, aki Râmnicu Sărat börtönében halt meg.
- 1900-ban Kovács Antal római katolikus pap
- 1957-ben András József római katolikus pap

## Kapcsolódó lapok
- Egy gyönge kismadár